# MusicStar
MusicStar è stato un talent show svizzero organizzato da SRF e consistente in una competizione canora fra concorrenti scelti per mezzo di audizioni e selezioni effettuate da giudici e, nelle fasi finali, dal pubblico, tramite televoto. Il programma è un adattamento del format austriaco Starmania.
Di MusicStar sono state realizzate quattro edizioni fra il 2003 e il 2009. I vincitori della prima, seconda e quarta edizione hanno avuto diritto ad un contratto discografico con la Universal Music Schweiz, mentre per la terza stagione l'etichetta era la Sony BMG.

## Prima edizione
La prima stagione, andata in onda dal 4 gennaio al 21 febbraio 2004 su SRF 1, è stata presentata da Roman Kilchsperger e Nina Havel. I giurati erano Chris von Rohr, Arabella Kiesbauer ed Elias H. Fröhlich, quest'ultimo sostituito a metà stagione da Ivo Sacchi per via di uno scandalo giornalistico. La vincitrice è stata Carmen Fenk, ma il sesto classificato Sebastian Bürgin, conosciuto come Baschi, è diventato il musicista di maggior successo commerciale delle quattro stagioni di MusicStar. Inoltre, il terzo classificato Piero Esteriore ha rappresentato con scarso successo la Svizzera all'Eurovision Song Contest 2004. I concorrenti sono stati:
- Carmen Fenk (vincitrice)[1]
- Mario Pacchioli (2º posto)
- Piero Esteriore (3º posto)
- Sergio Luvualu (4º posto)
- Daniela Brun (5º posto)
- Sebastian "Baschi" Bürgin (6º posto)
- Tina Masafret (7º posto)
- Katy Winter (8º posto)
- Claudio Naef (9º posto)
- Sabrina Auer (10º posto)

## Seconda edizione
La seconda stagione ha avuto luogo dal 9 gennaio al 26 febbraio 2005 e ha visto, oltre al mantenimento dei due presentatori della prima edizione e del giudice Chris von Rohr, l'arrivo di Mia Aegerter e Detlef Soost nella giuria. I concorrenti sono stati:
- Salome Clausen (vincitrice)[2]
- Daniel Kandlbauer (2º posto)
- Claudia D'Addio (3º posto)
- Julien Ceccon (4º posto)
- Jesse Brown (5º posto)
- Lotti Happle (6º posto)
- Davide Alviano (7º posto)
- Valentina Preite (8º posto)
- Dominic Wohlgemuth (9º posto)
- Lara Ponzo (10º posto)

## Terza edizione
Condotta da Andrea Jansen e Max Loong, la terza edizione di MusicStar si è svolta dal 14 gennaio al 4 marzo 2007, con Roman Kilchsperger, Detlef Soost e Noëmi Nadelmann nella giuria, quest'ultima sostituita da Artemis Gounaki in due puntate. I concorrenti sono stati:
- Fabienne Louves (vincitrice)[3]
- Sandra Wild (2º posto)
- Brian Abeywickreme (3º posto)
- Börni Höhn (4º posto)
- Luca Scioscia (5º posto)
- Muhammed Kahraman (6º posto)
- Sandro Dietrich (7º posto)
- Rebecca Egli (8º posto)
- Monica Frei (9º posto)
- Albresha Iljazi (10º posto)

## Quarta edizione
In seguito ad una serie di casting svolti alla fine del 2008, la quarta e ultima edizione è stata trasmessa dal 1º febbraio al 29 marzo 2009 con Roman Kilchsperger, Fabienne Heyne e Gölä nella giuria e gli stessi presentatori dell'edizione precedente. I concorrenti sono stati:
- Katharina Michel (vincitrice)[4]
- Raquel Rodo (2º posto)
- Michael Lascar (3º posto)
- Florina Kollegger (4º posto)
- Michael Stalder (5º posto)
- Leonardo Ritzmann (6º posto)
- Noëlla Kabengele (7º posto)
- Jenny Rey (8º posto)
- Gioia Gerber (9º posto)
- Michelle Halbheer (10º posto)
- Dimitri Vollenweider (11º posto)
- Marco Lazzaro (12º posto)